# Contarinia sennicola
Contarinia sennicola är en tvåvingeart som beskrevs av Peter Kolesik och Cunningham 2000. Contarinia sennicola ingår i släktet Contarinia och familjen gallmyggor. Inga underarter finns listade i Catalogue of Life.